# P-1 Strela
P-1 Strela eller KSSjtj var den första sjömålsrobot som togs i tjänst i Sovjetunionens flotta. KSSjtj är en förkortning för Korabelnyj Snarjad ”Sjtjuka” (Fartygsprojektil ”Gäddan”) vilket var utvecklingsnamnet.

## Utveckling
Redan 1948 lanserade försvarsministeriets forskningsinstitut NII-4 en flygburen sjömålsrobot delvis baserad på Hs 293 med namnet Sjtjuka-A (gädda). Roboten drevs av en raketmotor med flytande tvåkomponentsbränsle. Den var avsedd att fällas från bombflygplanet Il-28 och styras mot målet med radiostyrning. Räckvidden var 15–20 km. En förbättrad version kallad Sjtjuka-B med längre räckvidd och radarmålsökare konstruerades också.
En intressant detalj var att Sjtjuka-robotarnas stridsladdning, som hängde under nosen, släpptes ner i vattnet när roboten var cirka tio meter från målet. Syftet var att laddningen skulle träffa skrovet under vattenytan och därmed åstadkomma maximal skada.
NII-4 konstruerade också en betydligt större robot för kustförsvar kallad Sjtorm. Den drevs av en ramjet-motor och skulle ha en räckvidd på 80 km. Utvecklingen av Sjtjuka och Sjtorm fortsatte fram till 1953 då de överglänstes av den jetdrivna roboten KS-1 Komet. Därför beslutade man sig för att utifrån Sjtjuka-B och Sjtorm utveckla en ny robot med jetmotorn från jaktflygplanet Jak-25. Denna nya robot som byggde på Sjtorm-robotens flygkropp med luftintag och undervattensladdningen från Sjtjuka fick beteckningen Strela (pil).
1955 började roboten att testas ombord på kryssaren Admiral Nachimov och jagaren Bedovoyj. Innan roboten kunde avfyras behövde den tankas och vingarna behövde monteras på plats. För att kunna göra detta i alla väder och under strid försågs avfyringsrampen med en bepansrad hangar med portar i båda ändor. Den bakre dörren för att ta in robotar från robotmagasinet och den främre för att avfyra roboten.
Robotarna visade sig snart vara otillförlitliga och komplicerade att hantera och ersattes snart dels av den mindre P-15 Termit och den något större P-35 Progress. De fartyg som redan utrustats med P-1 Strela fortsatte dock att ha den i tjänst fram till 1977.